# Henry Welfare
Pour les articles homonymes, voir Welfare.
Henry Welfare ou Harry Welfare, né le 20 août 1888 à Liverpool et mort le 1er septembre 1966 à Angra dos Reis, était un footballeur anglais des années 1910 et 1920. Il évolua comme attaquant.

## Biographie
En Angleterre, il ne remporta aucun titre. Il arriva au Brésil, le 9 août 1913, en tant que professeur d'anglais dans un établissement anglo-brésilien. Au Brésil, il joua pour deux clubs (Fluminense FC et Flamengo). Il fut meilleur buteur du championnat carioca en 1914 (9 buts) et en 1915 (19 buts) et remporta ce championnat trois fois de suite (1917, 1918 et 1919). En 166 matchs avec Fluminense, il inscrivit 163 buts. Fort des efforts de Henry Welfare, le club de Fluminense l'a élu « Membre à vie du conseil de délibération du club ». 

## Palmarès
- Championnat de Rio de Janeiro de football
  - Champion en 1917, en 1918 et en 1919